# Centenionalis

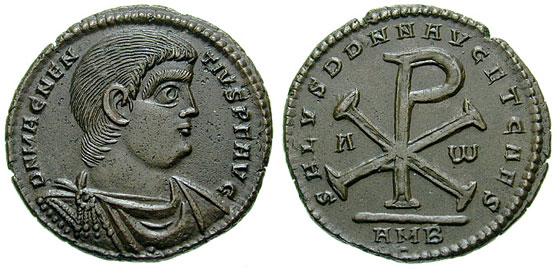
Centenionales encunyades per Magnenci

Les centenionales eren monedes de bronze amb un bany d'argent instaurades per Constanç i Constanci II per intentar reintroduir les monedes de bronze entre els anys 320 i 340.
Pesaven entre 3,55 i 2,60 grams i representaven la centèsima part de la síliqua de plata.
Va ser encunyada fins després de l'emperador Arcadi.